# (1716) Peter
(1716) Peter ist ein Asteroid des Hauptgürtels, der am 4. April 1934 vom deutschen Astronomen Karl Wilhelm Reinmuth in Heidelberg entdeckt wurde.
Der Name ist abgeleitet vom Vornamen eines Enkels des Entdeckers.